# Rio Imperial
Le río Imperial est un fleuve de la Région d'Araucanie, au Chili, long de 55 km. En langue mapudungun, son nom d’origine est Cautín, mais il a été rebaptisé à de nombreuses reprises au long de la conquête espagnole. Ses eaux sont navigables sur 30 km dans le cours inférieur, mais seulement pour de petites embarcations à cause de problèmes à son embouchure.
En ce qui concerne le bassin hydrographique, de caractère pré-andin, il comporte deux vallées convergentes, celles du Cholchol et du Cautín. Le climat prédominant est doux, tempérant le chaud et le froid grâce à une influence méditerranéenne, à la différence des zones plus élevées du reste de la région.

## Hydrographie

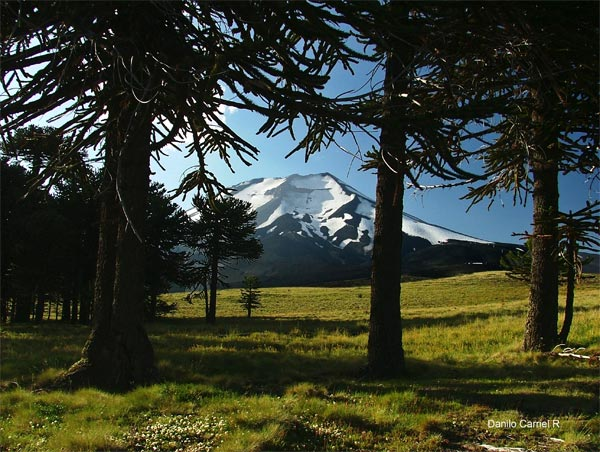
Source du río Cautín, principal affluent du Rio imperial.

La vallée de l’Imperial s'étend à l'ouest de la haute vallée du Biobío, dont elle est séparée par une succession de massifs montagneux secondaires comme la Cordillère de las Raíces, la Sierra Nevada d'Araucanie, ce qui la prive du ruissellement direct des plus hauts sommets : elle reçoit les apports des cimes enneigées des volcans Llaima, Tolhuaca et Lonquimay.
L’Imperial prend naissance aux abords de la ville de Nueva Imperial, à la confluence de deux rivières de montagne : le Cautín qui vient de l'est, et le Cholchol, qui s'écoule depuis le nord. L'ensemble de son cours est dirigée vers l'Ouest. Il est navigable entre le sud de Carahue et le nord du port de Saavedra, à l'exception de l’embouchure.
Son principal affluent est le Cautín, qui prend naissance sur le versant occidental de la cordillère de Las Raíces, qu'il dévale sur 174 km. La dépression intermédiaire, où il se confond avec l'Imperial, lui confère une longueur totale de 230 km et un débit moyen de 240 m3/s.
Quant au Cholchol, il prend sa source au pied du versant oriental de la Cordillère de Nahuelbuta. Il s'écoule globalement vers le sud, en drainant les eaux de ruissellement de la Vallée Centrale et des contreforts de la cordillère ; il draine un bassin versant de 6 180 km2, ce qui représente le double du bassin versant du Cautín.

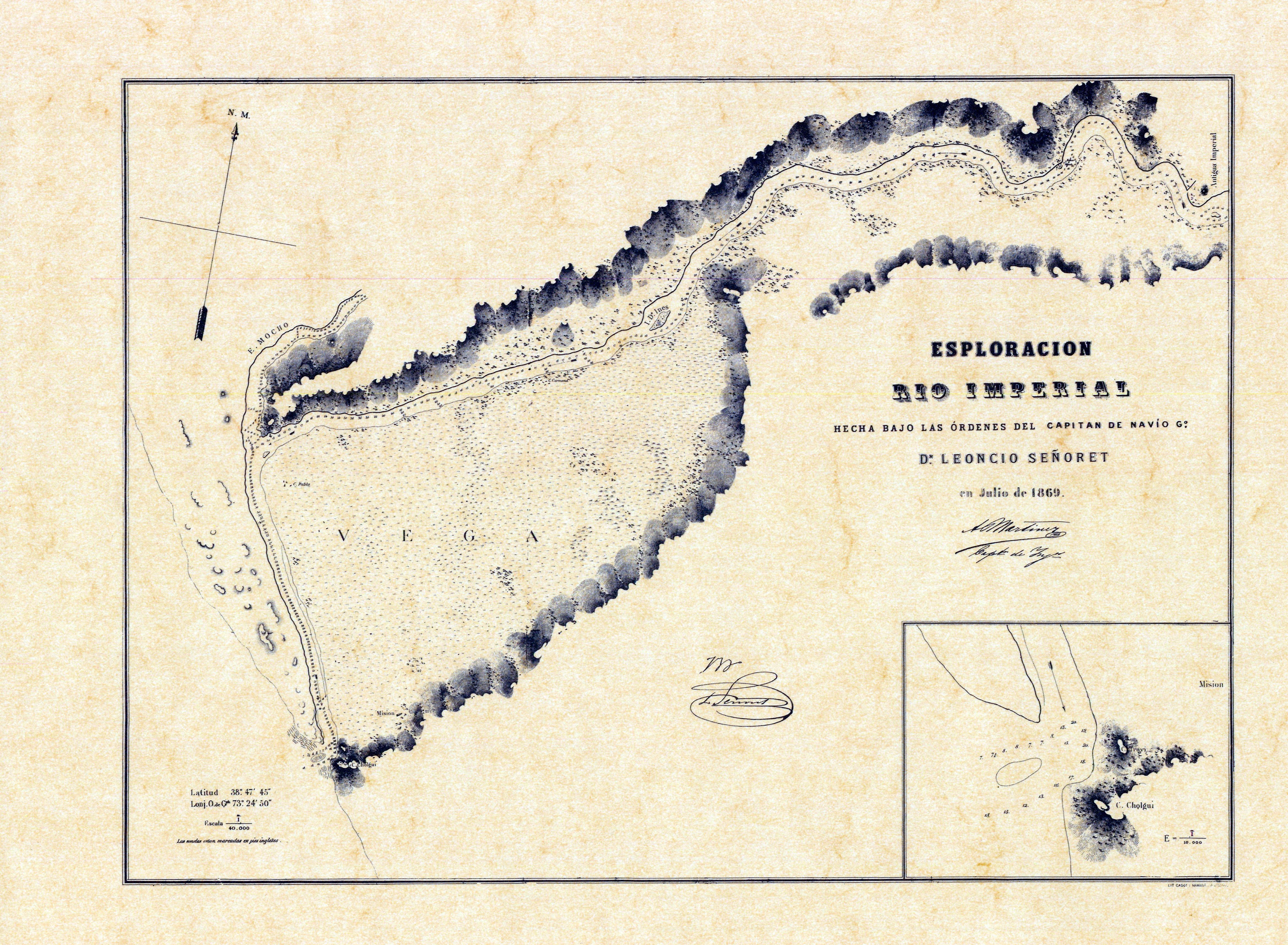
Le Rio imperial en 1867, avec l'ancien estuaire et la section fluviale.

L’Imperial se jette dans l'océan Pacifique, au sud de Nehuentúe, qui est le point critique du fleuve : un énorme banc de sable a dévié son embouchure, par suite du bouleversement de l’estuaire lors du séisme de Valdivia de 1960 ; cette catastrophe mit un terme à l'exploitation fluviale d'un des premiers cours d'eau navigables du sud du Chili, qu'elle détourna à un kilomètre au nord du déversoir du Lac Budi. Ce lac occupe le delta séparant l’Imperial du Toltén.

## Climat
La vallée du río Imperial présente deux zones climatiques : l'une marquée par un climat tempéré chaud adouci par une influence méditerranéenne (dans la partie centrale et l'aval du fleuve) et un climat tempéré frais adouci par une influence méditerranéenne (dans les pré-alpes).
Le volume des précipitations enregistrées par la station météorologique de Temuco, accuse 1 217 mm/an et une température moyenne annuelle de 11,9 C. Les précipitations enregistrées dans la zone du Quepe se montent à 2 041 mm/an.